# Molophilus tjederi
Molophilus tjederi är en tvåvingeart som beskrevs av Jaroslav Stary 1968. Molophilus tjederi ingår i släktet Molophilus och familjen småharkrankar. Inga underarter finns listade i Catalogue of Life.